# Rory Gallagher
Rory Gallagher (2. marts 1948 – 14. juni 1995) var en irsk blues/rock guitarist og vokalist, som anses som være en af de mest indflydelsesrige irske rock og bluesmusikere.
Han blev født i Ballyshannon, Irland og opvoksede i Cork City. Han var grundlægger af Taste i 1966, men opløste dette Band i 1970 for a starte en solokarrierre. Rory Gallagher's albums har samlet solgt ca. 30 millioner eksemplarer på verdensplan. 
Gallagher måtte som følge af et stort alkoholforbrug gennemgå en levertransplantation i 1994 og døde af komplikationer i 1995 i London, England i en alder af 47 år .

## Biografi
Under opvæksten i Cork, Irland blev Rory inspireret af sine kunstneriske forældre, idet faderen Daniel spillede i et traditionelt irsk Band, Tir Chonaill Ceile Band, mens moderen Monica var sanger og skuespillerinde i The Abbey Players i Ballyshannon.  Allerede som 9 – årig fik Rory Gallagher sin første guitar og han vandt som 12 – årig en lokal talentkonkurrence. For præmien købte han en elektrisk guitar 
På dette tidspunkt foretrak han at spille sange af Buddy Holly og Eddie Cochran, men efter at have hørt Muddy Waters i 1964, begyndte han at eksperimentere med forskellige Blues – riffs .
Allerede som 15 – årig i 1963 blev han medlem af The Fontana Showband, en sekstet , der spillede populære hits. , men i 1966 besluttede han at danne sit eget band.

### Taste
Gallagher dannede i 1966 Taste med Norman Damery og Eric Kitteringham, men allerede i 1968 fandt han to nye medlemmer, John Kirkwood Wilson trommer og Richard McCracken.bas. De havde pæn succes i England, da de spillede som opvarmning til Cream ved denne gruppes afskedsturné, men også på en turné i Nordamerika som opvarmning til Blind Faith. Størst succes opnåedes i Vesttyskland og Holland, men også i Danmark var der en stor fanskare, og de to studiealbums, Taste indspillede, nåede begge top 10 på den danske salgsliste. Taste spillede i Falkoner Centret den 17. november 1968 og den 27. februar 1969. Den 25. marts 1970 spillede Taste på Syvstjerneskolen i Lille Værløse.
Den 28. August 1970 optrådte Taste på Isle of Wight festivalen med stor succes. Kort efter opløste Gallagher sit Band og dannede et nyt under eget navn. I 1971 udkom en Live – LP, Live At The Isle Of Wight . 
De to studiealbums ”Taste”, og ”On the Boards” indeholder både typiske Blues / Rock sange og jazz – inspirerede numre, hvor Gallagher spiller saxofon og guitar samples.

## Solokarriere
Allerede inden udgangen af 1971 havde Rory Gallagher samlet et nyt band. Med bassisten Gerry McAvoy, som fast medlem i de følgende 20 år, opnåede dette Band, især i Holland, Tyskland og Skandinavien pæn succes. 1970’erne var den mest aktive periode, idet Gallagher fra 1971 til 1980 udgav otte studiealbums og to 2 live albums.
I flere perioder arbejdede Gallagher med en kvartet, bl.a. med Lou Martin på keyboard, men vendte tilbage til trio – konceptet med guitar, bas og trommer.
Gallagher optrådte i løbet af 1970’erne med bl.a. Jerry Lee Lewis og Muddy Waters. I 1980’erne udgav han stadig albums, men havde ikke samme salgssucces som tidligere. De sidste 5 år frem til sin død i 1995 var hans helbred svigtende, og på sin sidste optræden den 10. Januar 1995 i Holland fik han et ildebefindende. Efter en levertransplantation kort efter, havde han en kortvarig bedring, men komplikationer efter operationen nedbrød helbredet, og Rory Gallagher døde 14. Juni 1995, ugift og barnløs.

## Hæder
- Den 25. oktober 1997 blev en skulptur af Gallagher afsløret på en plads, kaldet Rory Gallagher Place (førhen St. Paul's St. Square) i Cork. [9]
- Et Rory Gallagher Mueseum er etableret i Ballyshannon Irland, bl.a. med en detaljeret historie om hans karriere. I samme by er et teater blevet omdøbt til the Rory Gallagher Theatre.

PÅ Rolling Stones liste over verdens bedste guitarister fra 2003 blev Gallagher placeret som nr. 57.

## Diskografi

### Studieindspilninger

#### Med Taste
- Taste – Polydor, 1969
- On the Boards – Polydor, 1970

##### Singler
- "Blister on the Moon" / "Born on the Wrong Side of Time" – Major Minor, 1968 (Edited for Polydor Records in 1969) (Med Taste)
- "Born on the Wrong Side of Time" / "Same Old Story" – Polydor, 1969
- "What's Going On" / "Born on the Wrong Side of Time" + "Blister on the Moon" – Polydor, 1969
- "Wee Wee Baby" / "You've Got to Play" – BASF, 1972 (kun i Tyskland)
- "What's Going On" / "Railway and Gun" – Polydor
- "Blister on the Moon" + "Sugar Mama" / "Catfish" + " "On the Boards" – Polydor, 1982
- "Born on the Wrong Side of Time" / "Same Old Story" – Polydor (kun i Italien)
- "Born on the Wrong Side of Time" / "Same Old Story" – Polydor (kun i Japan)
- "If I Don't Sing I'll Cry / "I'll Remember" – Polydor (kun i Spanien)

## Solo
- Rory Gallagher – 1971 (BPI: 100,000)
- Deuce – 1971 (BPI: 100,000)
- Blueprint – 1973 (BPI: 100,000)
- Tattoo – 1973 (BPI: 100,000) Rolling Stone review Arkiveret 14. februar 2009 hos  Wayback Machine
- Against the Grain – 1975 (BPI: 100,000) Article from Rolling Stone magazine Arkiveret 1. oktober 2009 hos  Wayback Machine
- Calling Card – 1976 (BPI: 60,000) 'Rolling Stone review Arkiveret 1. oktober 2009 hos  Wayback Machine
- Photo-Finish – 1978 (BPI: 60,000)
- Top Priority – 1979 (BPI: 60,000)
- Jinx – 1982 (BPI: 60,000)
- Defender – 1987 (BPI: 60,000)
- Fresh Evidence – 1990 (BPI: 60,000)

### Live Albums

#### Med Taste
- Live Taste – Polydor, 1971
- Live at the Isle of Wight – Polydor, 1972
- Taste First – BASF, 1972 (Optaget i 1967 – genudgivet som In the Beginning (1974) og Take It Easy Baby (1976))

#### Solo
- Live In Europe – 1972 (BPI: 100,000)
- Irish Tour '74 – 1974 (BPI: 100,000; Worldwide sales: +2,000,000)[11]
- Stage Struck – 1980 (BPI: 60,000)
- Meeting With The G-Man – 2003
- Live At Montreux – 2006

### Kompilationer
- The Story So Far (1974) Best-of
- Sinner.. And Saint (1975) Compilation of Rory Gallagher and Deuce
- Take It Easy Baby (1976) Taste demo sessions
- Etched In Blue (1992) (BPI: 60,000) Best-of
- A Blue Day For The Blues (1995) Best-of
- Last of the Independants (1995) Best-of, two disk
- BBC Sessions (1999) One live disk, one studio disk
- Wheels Within Wheels (2003) Acoustic
- Big Guns: The Very Best Of Rory Gallagher (2005) Best-of, two diskReview from Rolling Stone magazine Arkiveret 14. april 2009 hos  Wayback Machine
- The Essential (2008) Best-of, two disk
- Crest of a Wave: The Best of Rory Gallagher (2009) Best-of, two disk
- The Best of Taste – Polydor, 1994

### Box Set
- The G-Man Bootleg Series Vol.1 (1992) 3 disk
- Let's Go To Work (2001) 4 disk, featuring Live In Europe, Irish Tour '74, Stage Struck and Meeting With The G-Man Album Review of Let's Go To Work

### DVD
- Irish Tour 1974 (2000)
- At Rockpalast (2004) German release
- The Complete Rockpalast Collection (2005) 3 disk, German release
- Songs & Stories: New York Remembers Rory Gallagher (2005) Biography
- Live At Cork Opera House (2006) UK release
- Live In Cork (2006) USA release
- Live At Montreux (2006) 2 disk
- Live At Rockpalast (5 Concerts 1976 – 1990) (2007) 3 disk, USA release
- Shadow Play (5 Concerts 1976 – 1990) (2007) 3 disk, UK release
- The Old Grey Whistle Test: Vol. 1 (2003) Track: Hands Off (1973)
- Message To Love – 1995 (Isle of Wight Festival recordings of "Sinner Boy" and "Gamblin' Blues" only.)--with Taste.

990 – At Montreux